# Forsthaus Hohehahn
Das Forsthaus Hohehahn (umgangssprachlich nur Hohehahn) ist ein Ortsteil von Willen, das zu Wittmund gehört. Hier leben etwa 10 Einwohner.

## Geographie
Hohehahn liegt zwischen Jackstede und Angelsburg, seit 1972 gehört es zur drei Kilometer entfernten Stadt Wittmund. Flächenmäßig ist Hohehahn der größte Ortsteil von Willen. Hohehahn besteht nur aus dem Wittmunder Wald (mit Ausnahme des Naturschutzgebiets Hohehahn und liegt 6 m ü. NN). Dieser Wald beherbergt das ehemalige Marinetorpedolager Wittmund-Hohehahn, welches seit 1994 als Kreisnaturschutzhof umgewidmet wurde und der Kreisvolkshochschule angegliedert ist.

## Geschichte
Bereits im 18. Jahrhundert wurde die Gegend von Holzfällern bewohnt. Mitte des 19. Jahrhunderts wurde das „Alte Forsthaus Hohehahn“ gegründet und 1842 der Landgemeinde Willen eingemeindet. 1921 musste das Forsthaus Hohehahn das Naturschutzgebiet Hohehahn an Tannenkamp abtreten. Im Jahr 1978 wurde das „Neue Forsthaus Hohehahn“ im Westen gegründet, seit diesem Jahr sinkt auch die Bevölkerung. Heute leben dort nur noch zehn Einwohner, aber es gibt im „Alten Forsthaus“ noch einen Aussichtsturm und einem Moorrundweg.
Die Gemeinde Willen, zu der das Forsthaus Hohenhahn gehörte, wurde am 16. August 1972 nach Wittmund eingemeindet.

## Wirtschaft
Im Wittmunder Wald arbeiten Holzfäller und Holzhändler, außerdem gibt noch im „Alten Forsthaus“ eine Kasse, die nur sonntags geöffnet hat. Das Besichtigen des Aussichtsturms ist kostenpflichtig und kann nur dort bezahlt werden.

## Verkehr
Im Süden verläuft die B 210 von Emden nach Wilhelmshaven.